# Abapeba abalosi
Abapeba abalosi is een spinnensoort uit de familie van de loopspinnen (Corinnidae).
De wetenschappelijke naam van de soort werd in 1942 als Corinna abalosi gepubliceerd door Cândido Firmino de Mello-Leitão.